# Tautiška giesmė
„Tautiška giesmė“ („Nationalhymne“) ist die Nationalhymne von Litauen. Sie wurde 1898 in der Zeitschrift Varpas publiziert.

## Geschichte
Die Musik und der Text wurden 1898 von Vincas Kudirka geschrieben. Es basiert auf einem 50 Wörter langen Gedicht über die litauische Nation und ihre Geschichte. Das Gedicht beschreibt die heroische Vergangenheit Litauens und ermahnt die Menschen, sich um das Land zu kümmern und in Ehren zu leben. Kudirka forderte das Land auch auf, eine Quelle der Aufklärung und Tugend zu werden. Da das Gedicht keine Melodie hatte, komponierte er die Musik dazu, kurz bevor er an Tuberkulose starb. Sowohl die Melodie als auch der Text wurden im September 1898 in der Zeitschrift Varpas gedruckt. Nach Kudirkas Tod im Jahr 1899 wurde die zweite Strophe der Hymne in sein Grab eingraviert (später von den Russen zerstört).
Die Hymne wurde 1905 zum ersten Mal öffentlich in Vilnius aufgeführt und wurde 1919, ein Jahr nachdem Litauen seine Unabhängigkeit erklärt hatte, zur offiziellen Nationalhymne.

## Text
| Litauischer Text | Deutsche Übersetzung |
| --- | --- |
| Lietuva, Tėvyne mūsų Tu didvyrių žeme, Iš praeities Tavo sūnūs Te stiprybę semia. Tegul Tavo vaikai eina Vien takais dorybės Tegul dirba Tavo naudai Ir žmonių gėrybei. Tegul saulė Lietuvoj Tamsumas prašalina, Ir šviesa, ir tiesa Mūs žingsnius telydi. Tegul meilė Lietuvos Dega mūsų širdyse, Vardan tos Lietuvos Vienybė težydi! | Litauen, du Land der Väter, Land der Heldengrößen, Dass aus den vergang’nen Tagen Kraft den Söhnen sprösse. Mögen deine Kinder immer Tugendwege wandeln, Mögen sie zu deinem Heile, Dem des Volkes handeln. Möge die Sonne Litauens Finsternis verscheuchen, Hell und klar, recht und wahr Unsre Schritte lenken. Möge die Liebe zu dir heiß Uns im Herzen brennen, Dein Bestand, Vaterland Eintracht allen schenken! |